# 대한민국의 공휴일
이 문서는 대한민국의 공휴일에 대해 설명한다. 대한민국에는 국민 전체를 기속(羈束)하는 공휴일에 관한 법률이 있다. 공휴일에 관한 법률의 적용은 국가공무원법 또는 근로기준법의 휴일 규정을 적용한다. 따라서 관공서와 공기업도 공휴일에 관한 법률이 적용되지만, 근로기준법의 적용을 받지 않는 5인 미만의 사업장은 공휴일 규정이 적용되지 않는다.
연간 공휴일 수는 토요일, 일요일, 선거일, 수시 지정하는 날을 제외하고 15일이다. 대체휴일제도의 적용 여부 등 여러 변수가 있다. 2004년 7월부터 주5일근무제가 단계적으로 실시됨에 따라 대략 119일 정도가 되며, 일본 119일, 미국114일, 독일 114일, 프랑스 115일 등과 비슷하다. 단, 3월 1일이 월요일인 경우(목요일로 시작하는 윤년과 금요일로 시작하는 평년)에는 공휴일이 적다.
지방자치단체는 「지방공휴일에 관한 규정」에 의거하여 해당 지역에서 발생한 역사적 사건을 기념할 수 있는 날을 지방공휴일로 지정할 수 있다.

## 역사
고려시대와 조선시대에는 음력으로 1일, 7일, 15일, 23일에 관공서에서 업무를 보지 않았다. 또한 계절이 바뀌는 매절기에도 업무를 보지 않았다. 설날에는 7일, 대보름에는 3일, 단오에는 3일, 연등회에도 3일을 쉬었으며, 추석에는 하루를 쉬었다.
1주 7일의 요일제는 서양에서 전래된 것이며 갑오개혁기간인 1896년부터 시행되었다. 고종의 재위기인 1895년부터 개국기원절(조선 건국일·음력 7월16일), 대군주탄신(고종 생일·7월25일), 서고일(고종 즉위를 종묘사직에 고한 날·음력 12월2일)이 공휴일이었다. 순종의 재위기인 1908년부터 건원절(순종 생일·양력 3월25일·음력 2월8일), 개국기원절(양력 8월14일), 즉위예식일(순종 즉위일·양력 8월27일), 계천기원절(대한제국 선포일·양력 10월12일), 묘사서고일(순종 즉위를 종묘사직에 고한 날·양력 12월18일)이 공휴일이었다.

## 공휴일에 관한 법률
'공휴일에 관한 법률' 제2조와 제3조 제1항은 공휴일을 다음과 같이 열거하고 있다.

-제 2조
- 국경일 중 3·1절(3월 1일), 광복절(8월 15일), 개천절(10월 3일) 및 한글날(10월 9일)
- 1월 1일
- 설날 전날, 설날, 설날 다음 날 (음력 12월 말일, 음력 1월 1일, 음력 1월 2일)
- 부처님 오신 날 (음력 4월 8일)
- 어린이날 (5월 5일)
- 현충일 (6월 6일)
- 추석 전날, 추석, 추석 다음 날 (음력 8월 14일, 음력 8월 15일, 음력 8월 16일)
- 기독탄신일 (12월 25일)
- 「공직선거법」 제34조에 따른 임기만료에 의한 선거의 선거일
- 기타 정부에서 수시 지정하는 날

-제 3조 1항
- 제2조에 따른 공휴일이 토요일이나 일요일, 다른 공휴일과 겹칠 경우에는 대체공휴일로 지정하여 운영할 수 있다.

## 현행 공휴일
| 이름           | 날짜                                      | 제정                 | 내용 | 대체휴일 |
| -------------- | ----------------------------------------- | -------------------- | --- | -------- |
| 새해 첫날      | 1월 1일                                   | 1949년               | 새해 첫날은 공휴일 지정 당시 1월 3일까지 연휴였으나, 1990년(1월 3일 제외)과 1999년(1월 2일) 각각 하루씩 공휴일에서 제외되어 현재는 1월 1일만 공휴일이다. | 미시행   |
| 설날           | 음력 12월 말일 음력 1월 1일 음력 1월 2일  | 1989년 1985년 1989년 | 1989년에 공식적으로 설날이란 이름을 찾고, 3일 연휴가 되었다. 1985년부터 1988년까지 한시적으로 민속의 날이라 불리고, 당일만 공휴일이었다. 일제강점기와 이승만 정권, 박정희 정부 때는 이중과세라고 탄압을 받았다. 섣달그믐에 한해 음력 12월에 윤달이 끼면 윤달만 휴일이다. | 시행     |
| 삼일절         | 3월 1일                                   | 1949년               | 국경일. 1919년 대한민국 독립선언 기념일. | 시행     |
| 부처님 오신 날 | 음력 4월 8일                              | 1975년               | 불교 대표 명절. 2017년까지는 석가탄신일로 불렸으며, 2018년부터 부처님 오신 날로 변경. 윤달은 공휴일이 아니다. | 시행     |
| 어린이날       | 5월 5일                                   | 1975년               | 어린이의 건전육성과 인격을 소중히 여기고, 어린이의 행복을 도모하고자 1919년 3.1독립 운동을 계기로 방정환과 색동회가 주축함 요일제 변경론 있음. | 시행     |
| 현충일         | 6월 6일                                   | 1956년               | 순국선열과 전몰장병의 충성을 기념하는 날. 국기를 조기(弔旗)로 게양함. 요일제 변경론 있음. | 미시행   |
| 광복절         | 8월 15일                                  | 1949년               | 국경일. 1945년 해방 및 1948년 대한민국 정부 수립 기념. | 시행     |
| 추석           | 음력 8월 14일 음력 8월 15일 음력 8월 16일 | 1989년 1949년 1986년 | 한민족의 최대 명절. 1986년부터 1988년까지는 이틀 연휴(추석 당일 및 다음 날)였으며, 1989년부터 전날(음력 8월 14일)을 포함해 3일 연휴가 되었다. 윤달은 공휴일이 아니다. | 시행     |
| 개천절         | 10월 3일                                  | 1949년               | 국경일. 한국 최초 국가인 단군조선의 건국 기념일. | 시행     |
| 한글날         | 10월 9일                                  | 1949년               | 국경일(2005년 12월에 국경일로 지정). 1991년 공휴일 제외, 2013년 공휴일 재지정. 요일제 변경론 있음. | 시행     |
| 기독탄신일     | 12월 25일                                 | 1949년               | 기독교 대표 명절. 민간에서는 주로 '성탄절' 또는 '크리스마스'로 불린다. | 시행     |
| 선거일         | 대통령 선거 국회의원 선거 지방선거        | 2006년               | 대한민국의 선거 문서에 이 부분의 추가 정보가 있습니다. | 미시행   |

## 대체휴일제도
설날 연휴와 추석 연휴가 일요일을 포함한 다른 공휴일과 겹칠 경우에는 연휴 다음 첫번째 평일을 대체공휴일로 하고, 어린이날과 국경일이 다른 공휴일이나 토요일과 겹칠 경우에는 그 다음 첫번째 평일을 대체공휴일로 한다.(공휴일에 관한 법률 제3조 1항. 2021년 7월 7일 신설)
대한민국에서는 1959년 3월 27일부터 1960년 12월 30일까지 대체휴일제도를 실시한 적이 있다. 또한 1989년~1990년도 국경일 공휴일이 일요일과 겹치는 경우 다음날 대체 휴일제도를 시행하였으나 1991년부터 경제 단체의 반발로 시행 중단하였다. 2009년부터 공휴일에 관한 법률 제정안이 꾸준히 국회에 상정되고 있으며 대체휴일 제도를 이 법률에 규정하려는 논의가 진행되어 왔으나, 이에 대해 주무부처인 안전행정부와 재계가 기업의 휴일근로수당 증가 및 생산차질, 임시직과 일용직 근로자들의 소득감소 등 민간경제에 미치는 영향을 이유로 반대 입장을 보여 왔으나, 2013년 11월 5일부터 설·추석 연휴와 어린이날에 한해 대체 휴일 제도를 도입하였다. 그리고 2021년 6월 29일에 공휴일에 관한 법률이 국회에 통과 되면서 7월 16일에 인사혁신처는 대체 휴일을 확대 적용하는 내용의 '관공서의 공휴일에 관한 규정' 개정안을 입법 예고한다고 밝혔으며, 국경일 중 공휴일인 삼일절, 광복절, 개천절, 한글날에 대해서도 대체 휴일이 시행된다. 2023년 5월부터는 부처님 오신 날과 성탄절이 대체공휴일 적용 대상에 추가되었다.

## 폐지된 공휴일
| 이름        | 날짜      | 제정   | 폐지   | 비고 |
| ----------- | --------- | ------ | ------ | --- |
| 양력설 연휴 | 1월 2일   | 1949년 | 1999년 | |
| 양력설 연휴 | 1월 3일   | 1949년 | 1990년 | |
| 사방의 날   | 3월 15일  | 1960년 | 1961년 | 1960년 '사방(砂防)의 날'(3월 21일)을 식목일 대신 공휴일로 지정하고, 1960년의 사방의 날은 3월 15일 대신 3월 21일로 하여 기념하였다. 이듬해 초에 사방의 날을 폐지하고 식목일을 공휴일로 환원하였다. |
| 식목일      | 4월 5일   | 1949년 | 2006년 | 1960년 '사방(砂防)의 날'(3월 15일)로 바꾸었다가 이듬해 초에 환원. 관공서 주(週) 5일 근무제 실시와 함께 공휴일에서 제외되었다.                                                                     |
| 제헌절      | 7월 17일  | 1949년 | 2008년 | 국경일 중 하나. 관공서 주 5일 근무제 실시와 함께 공휴일에서 제외되었다. |
| 국군의 날   | 10월 1일  | 1976년 | 1991년 | 명절 연휴 증가로 인하여 공휴일에서 제외되었다. |
| 유엔의 날   | 10월 24일 | 1950년 | 1976년 | 국군의 날을 공휴일로 지정하면서 공휴일에서 제외되었다. |

## 공휴일의 변천 과정
- 1949년 6월 4일: 공휴일 첫 제정.

일요일, 국경일(삼일절, 제헌절, 광복절, 개천절), 양력설 연휴(1월 1일 ~ 1월 3일), 식목일(4월 5일), 추석(음력 8월 15일), 한글날(10월 9일), 성탄절(12월 25일), 기타 정부에서 수시 지정하는 날

- 1950년 9월 18일: 유엔의 날(10월 24일)을 공휴일로 지정.
- 1956년 4월 19일: 현충일을 공휴일로 지정.
- 1959년 3월 27일: 대체휴일제도 실시(일요일 외의 공휴일이 일요일과 겹치는 경우 그 다음날도 공휴일로 함).
- 1960년 12월 30일: 대체휴일제도 폐지.
- 1975년 1월 27일: 어린이날, 석가탄신일을 공휴일로 지정.
- 1976년 9월 3일: 국제연합일(10월 24일)을 공휴일에서 제외하고, 국군의 날(10월 1일)을 공휴일로 지정.
- 1985년 1월 21일: 설날(당시 명칭은 '민속의 날')을 공휴일로 지정.
- 1986년 9월 11일: 추석 다음날(음력 8월 16일)을 공휴일로 지정.
- 1989년 2월 1일: 민속의 날의 명칭을 설날로 바꾸고, 추석과 설날을 3일 연휴로 지정함. 양력설 연휴 중 1월 3일을 공휴일에서 제외.
- 1990년 11월 5일: 국군의 날과 한글날을 공휴일에서 제외.
- 1998년 12월 18일: 1월 2일을 공휴일에서 제외.
- 2005년 6월 30일: 관공서 주5일 근무제와 함께 식목일과 제헌절을 공휴일에서 제외(부칙에 경과규정을 두어 제헌절은 2008년부터 제외).
- 2006년 9월 6일: 임기만료에 의한 선거일을 공휴일로 규정함.
- 2012년 12월 28일: 한글날을 공휴일로 재지정.
- 2013년 11월 5일: 설날[30]·추석[31] 연휴와 어린이날[32]에 대해서 대체휴일제도 실시.
- 2017년 10월 10일: 석가탄신일을 부처님 오신 날로 명칭 변경.
- 2021년 6월 29일: 공휴일에 관한 법률 국회 의결[33]
- 2021년 7월 7일: 공휴일에 관한 법률 공포. 삼일절[34], 광복절[35], 개천절[36], 한글날[37] 등에도 대체휴일제도 적용.
- 2023년 5월 4일: 종교 관련 공휴일(부처님 오신 날[38], 성탄절[39]) 대체휴일제도 적용

## 임시 공휴일
대통령령인 관공서의 공휴일에 관한 규정 제2조제10호 기타 정부에서 수시 지정하는 날에 의하여 선거·투표, 대통령 취임일, 국장일, 국제대회나 회의와 각종 기념일, 기타를 포함하여 1988년 서울 올림픽과 2002년 한일 월드컵 등을 기념하기 위해 국무회의 의결을 거쳐 관공서와 취업규칙이나 단체협상을 통하여 관공서의 공휴일에 관한 규정을 따르기로 정한 기업체에 적용하는 임시 공휴일이 시행되었다.

### 사례
1988년 서울 올림픽 개막일인 1988년 9월 17일, 2002년 월드컵 폐막 다음 날인 그해 7월 1일 월요일, 광복절 광복 70주년을 기념하여 광복절 연휴로 이어지는 2015년 8월 14일 그리고 내수 경기 활성화를 이유로 대한상공회의소가 건의한 2016년 5월 6일이 국무회의 의결을 거쳐 임시공휴일로 지정되었다.
2005년에는 아시아태평양경제협력체(APEC) 1차 정상회의가 열린 11월 18일을 교통혼잡 방지 취지에서 부산광역시 공공기관에 한정해 임시 공휴일로 지정하였다.
한편, 2015년 8월 14일과 2016년 5월 6일 전국 고속도로 통행료를 면제하였다.
2017년에는 대한민국 제19대 대통령 선거일이 궐위선거 특성상 임기만료에 의한 선거일이 아니었기 때문에 2017년 5월 9일로 선거일을 정함과 동시에 임시공휴일로 지정되었다. 또한 추석 연휴를 위해 10월 2일을 임시공휴일로 지정하였다.
2020년에는 8월 17일을 임시공휴일로 지정하였다.
2023년에는 추석 연휴를 위해 10월 2일을 임시공휴일로 지정하였다.
2024년에는 국군의 날인 10월 1일이 임시공휴일로 지정하였다.
2025년에는 2017년과 똑같이 대한민국 제21대 대통령 선거일이 궐위선거 특성상 임기만료에 의한 선거일이 아니었기 때문에 2025년 6월 3일로 선거일을 정함과 동시에 임시공휴일로 지정되었다.

## 공휴일 확대 논의

### 요일제 공휴일 제정
미국의 월요일 공휴일 법이나 일본의 해피 먼데이 제도 같이 연휴가 보장되고 주말과 겹치지 않게 하는 것을 연구한다고 밝혔다.

## 지방공휴일
2018년 7월 10일에 「지방공휴일에 관한 규정」이 제정되면서 도입되었다.

### 지정 요건
- 「각종 기념일 등에 관한 규정」에 따른 기념일일 것
- 해당 지방자치단체에서 발생한 역사적 사건을 특별히 기념하기 위한 날일 것
- 해당 지방자치단체의 주민의 통합과 화합을 도모할 수 있는 날일 것

### 한계
지방자치단체가 독자적으로 지방공휴일을 운용해온 것은 오래된 일이었는데 법적 근거가 없어 매번 논란이 일었다. 이에 법적 근거를 마련하고자 제정되었는데 「각종 기념일 등에 관한 규정」에 규정된 기념일이 아니면 지방이 독자적으로 새 기념일을 만들 수는 없어 한계가 있다는 지적이다.

### 지정 현황
| 이름                  | 날짜     | 제정   | 지방           | 내용                                                                         |
| --------------------- | -------- | ------ | -------------- | ---------------------------------------------------------------------------- |
| 4·3희생자추념일       | 4월 3일  | 2018년 | 제주특별자치도 | 제주 4·3 사건의 희생자를 추념함으로써 4·3의 역사적 의미를 되새기고자 함      |
| 동학농민혁명 기념일   | 5월 11일 | 2020년 | 정읍시         | 동학 농민 혁명의 역사적 의미를 되새기고자 함                                 |
| 5·18민주화운동 기념일 | 5월 18일 | 2020년 | 광주광역시     | 5·18 민주화 운동을 기념하며 5·18정신과 역사적 의미를 고양·전승·실천하고자 함 |

## 같이 보기
- 대한민국의 국경일
- 대한민국의 기념일
- 조선민주주의인민공화국의 휴식일
- 기념일
- 대체휴일제도